# Enric Navarro Andreu
Enric Navarro Andreu (Onda, 14 de setembre de 1945) és un polític valencià, alcalde d'Onda i senador per Castelló en la X legislatura.

## Biografia
Llicenciat en història per la Universitat de València, ha estat professor d'història a l'IES Serra d'Espadà d'Onda. Militant del PSPV-PSOE, el 1997-1999 fou secretari de Política de Ciutats en l'executiva nacional del partit.
A les eleccions municipals espanyoles de 1983 fou elegit regidor de cultura de l'ajuntament d'Onda. A les eleccions municipals espanyoles de 1987 fou escollit alcalde d'Onda per majoria absoluta, càrrec que va repetir a les eleccions municipals espanyoles de 1991, 1995, 1999 i 2003 per majoria absoluta, i en les de 2007 per majoria simple. El 30 de setembre de 2010 va dimitir com a alcalde. Endemés, de 1999 a 2011 ha estat diputat de la diputació de Castelló.
Fou elegit senador per Castelló a les eleccions generals espanyoles de 2011. Ha estat secretari segon de la Comissió d'Interior i de la Comissió de Suplicatoris del Senat d'Espanya.